# Parco nazionale Bald Rock
Il Parco nazionale Bald Rock è un parco nazionale situato nella parte settentrionale dello Stato del Nuovo Galles del Sud, in Australia, poco a nord della cittadina di Tenterfield e proprio sul confine con il Queensland. La linea di confine infatti passa sul lato occidentale della Bald Rock. Dall'altra parte del confine il parco nazionale viene chiamato Girraween National Park.
Il parco si estende su una superficie di 88,83 km2, ed è stato istituito il 12 novembre 1971.

## Bald Rock

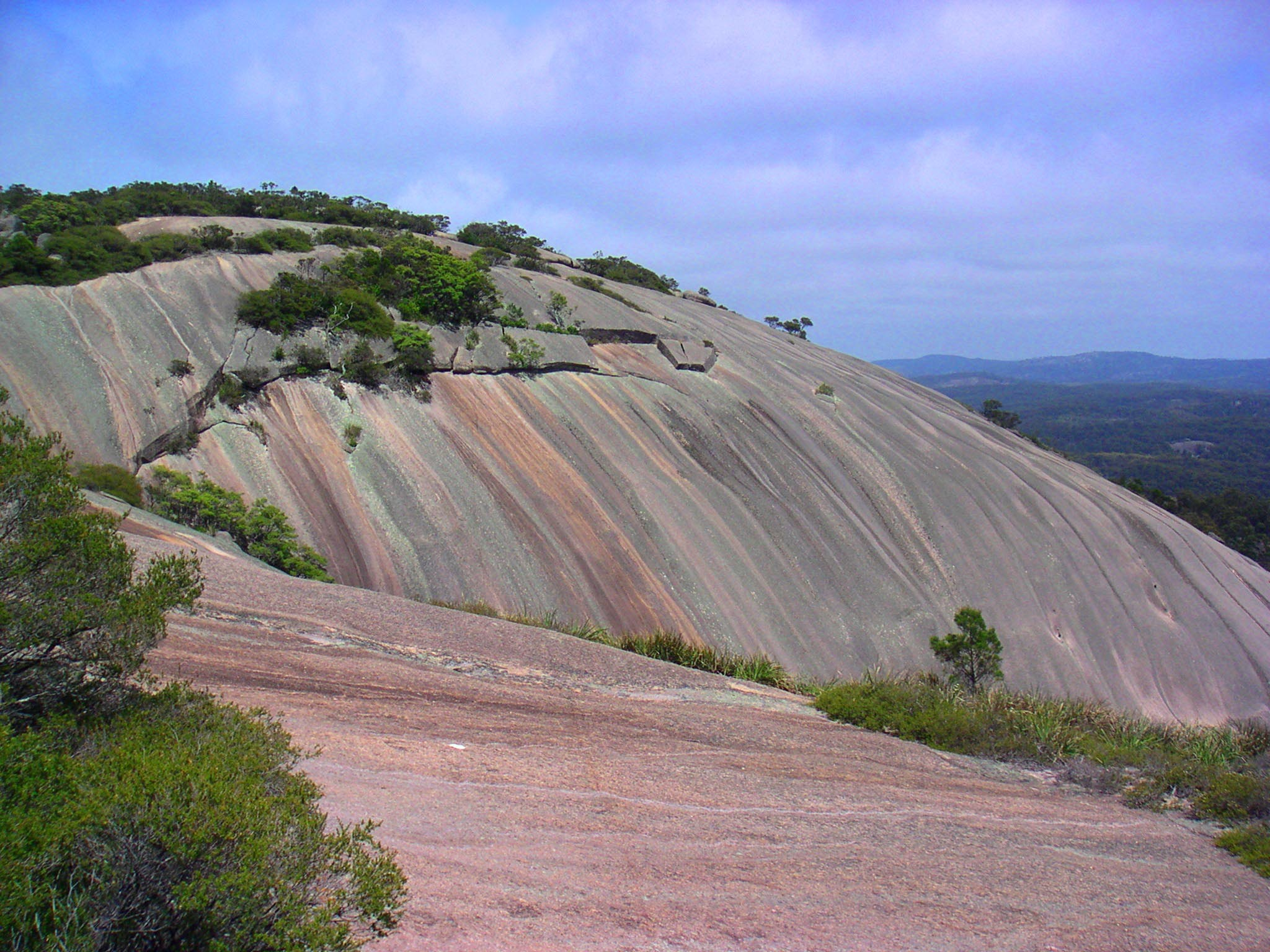
La Bald Rock.

Il parco riceve la denominazione dalla sua più importante caratteristica morfologica, la Bald Rock (in lingua inglese: la roccia nuda), un grande affioramento di granito che si innalza di circa 200 m al di sopra del terreno circostante. La roccia, che si estende per 750 m in lunghezza e 500 m in larghezza, è il grande monolito granitico dell'Australia.
L'accesso al monolito è reso possibile percorrendo dapprima una strada chiusa che passa attraverso il parco e successivamente alcuni sentieri che permettono di giungere fino alla sommità. Ci sono due sentieri segnalati, uno più ripido sul versante della parete rocciosa e un altro meno impegnativo che risale il versante posteriore passando attraverso la boscaglia. Un ulteriore sentiero tracciato nel 1980, il Bungoona Walking Track, sale con modeste pendenze lungo il versante orientale e si snoda attraverso la foresta, passando tra formazioni di massi granitici, incluso un arco naturale coperto di muschio, felci e orchidee. Dalla sommità del monolito, la vista spazia a nord fino ai monti posti al confine tra Queensland e Nuovo Galles del Sud, come Mount Barney, Mount Lindesay e Flinders Peak, mentre a sud spazia fino al Mount MacKenzie, posto a sud di Tenterfield.

## Caratteristiche del parco nazionale
Il parco nazionale Bald Rock si trova nella cintura di rocce denominata Granite Belt del Queensland, dove 220 milioni di anni fa un episodio di magmatismo provocò l'intrusione dell'adamellite di Stanthorpe nelle rocce metamorfiche e sedimentarie circostanti. Il successivo sollevamento e erosione conseguenti all'orogenesi del New England ha portato all'erosione della maggior parte dei sedimenti e delle rocce metamorfiche, lasciando sul posto prevalentemente la più resistente adamellite di Stanthorpe. 
La regolite ha creato un paesaggio pieno di inselberg, o creste isolate, costituiti da rocce granitiche, alcune appoggiantesi le une sulle altre, altre formanti degli archi naturali.
Appena al di fuori della strada da Tenterfield al parco, si trova il Thunderbolt's Hideout, una serie di grotte naturali che si aprono nel granito. Si ritiene che questi ripari siano stati usati dal bushranger (bandito) che si faceva chiamare Captain Thunderbolt.